# Gliese 849
Gliese 849 ist ein Sonnensystem mit mindestens einem Exoplaneten, der im Oktober 2006 entdeckt wurde. Der Stern ist rund 30 Lichtjahre von der Erde entfernt.

## Der Stern
Gliese 849 wurde bei der Bonner Durchmusterung entdeckt und erhielt dabei die Bezeichnung BD -5° 5715. Der Stern ist ein Roter Zwerg, hat etwa ein Drittel der Sonnenmasse und ist etwa drei Milliarden Jahre alt. Im Vergleich zu unserer Sonne hat der Stern wahrscheinlich deutlich mehr schwere Elemente.

## Der Planet
Der Planet um Gliese 849, systematisch als Gliese 849 b bezeichnet, hat mindestens 82 Prozent der Jupitermasse und umkreist seinen Stern in der durchschnittlichen Entfernung von 2,35 Astronomische Einheiten. Da sich der Planet in so großer Entfernung von einem ziemlich kalten Stern befindet, ist es dort sehr kalt und die Wahrscheinlichkeit, dass sich dort Leben entwickelt hat, ist sehr gering.